# Managed services
Managed services is het overhevelen van enkele bedrijfsprocessen naar een externe partij met als doel een hogere efficiëntie of lagere kosten. Het wordt ook wel uitbesteden genoemd. De organisatie die eigenaar is van de operaties of het systeem dat wordt beheerd door een ander, wordt de klant genoemd. De organisatie die de managed service aanbiedt wordt beschouwd als de dienstverlener. Om de verantwoordelijkheden gestructureerd over te hevelen naar een externe partij, maakt men vaak gebruik van application management.
De getransfereerde taken omvatten meestal niet alle taken van een organisatie. Een telecombedrijf kan bijvoorbeeld besluiten de taken van haar call center uit te besteden aan een dienstverlener. De klant blijft verantwoordelijk voor het functioneren van zijn organisatie. De klant draagt echter een deel van de verantwoordelijkheid over aan de dienstverlener door middel van een service level agreement.